# Pierre d'Istrie

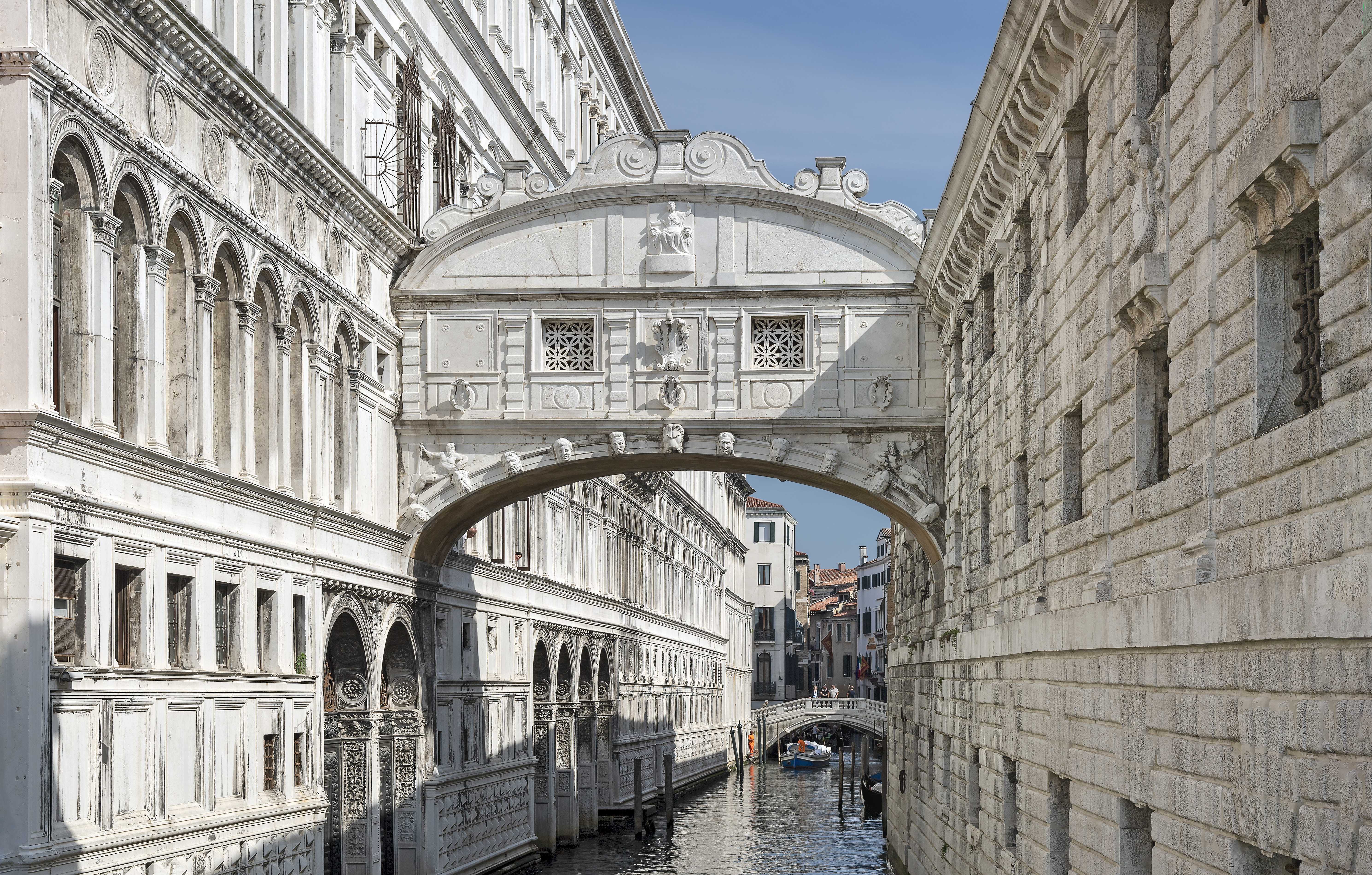
Pont des Soupirs en pietra d’Istria et marbre.

La pierre d'Istrie (pietra d'Istria en italien) est un calcaire microcristallin compact à faible porosité qui provient du comitat d’Istrie de la péninsule istrienne, actuellement en Croatie.

## Origines
Elle est extraite principalement des carrières de Montauro dans la région de Rovinj, desquelles ont été prélevés 700 000 m3 de pierre. D'autres zones géographiques d'extraction sont connues autour des villes de Poreč et de Pula.

## Description
C'est une pierre calcaire essentiellement composée de micro-cristaux de calcite, de couleurs variées de rosé à vert pâle, mais elle est surtout blanche, de grande densité avec une faible porosité, une haute résistance à la compression (1 350 kg/cm2, soit un peu supérieur aux 1 250 kg/cm2 du marbre de Carrare par exemple) et une grande vélocité dans la diffusion des sons. C'est une pierre idéale pour les structures porteuses (colonnes, arcades, architraves). Sa composition et sa consistance en font donc une pierre très proche du marbre, et elle était autrefois considérée comme une variété de marbre. Mais elle n'est pas classée dans les vrais « marbres » au sens géologique moderne et plus restreint du terme, car cette roche calcaire ne s'est pas formée par métamorphisme. De plus elle ne renvoie pas la même luminosité lorsqu'elle est polie car les cristaux sont beaucoup plus petits et la pierre est donc moins translucide en profondeur. Malgré sa grande résistance à la pollution saline, aujourd'hui dans la Venise contemporaine le calcaire de la pietra d'Istria est attaqué aussi par un processus d'altération — commun à tous types de marbres et pierres calcaires — dû à la pollution atmosphérique.
Elle est étroitement liée à l'urbanisme vénitien. Son importation dans la cité lagunaire débute avec l'annexion des cités istriennes à la Sérénissime entre 1267 et 1335. Les Vénitiens l'utiliseront abondamment dans les structures et le revêtement des ponts, canaux, maisons, églises, palais, jusqu'à la fin du XVIIIe siècle. Dans la sculpture, la pietra d'Istria sera particulièrement employée durant la période gothique en remplacement de nombreux ouvrages en marbre de style vénéto-byzantin. Toutefois, il faut attendre le début du XIVe siècle pour voir un lion ailé, symbole de la puissance vénitienne, sculpté en pietra d'Istria.
La découverte d'une vera da pozzo à Chalcis illustre comment la pietra d'Istria travaillée par les tailleurs de pierre vénitiens pouvait être exportée jusqu'au Levant.

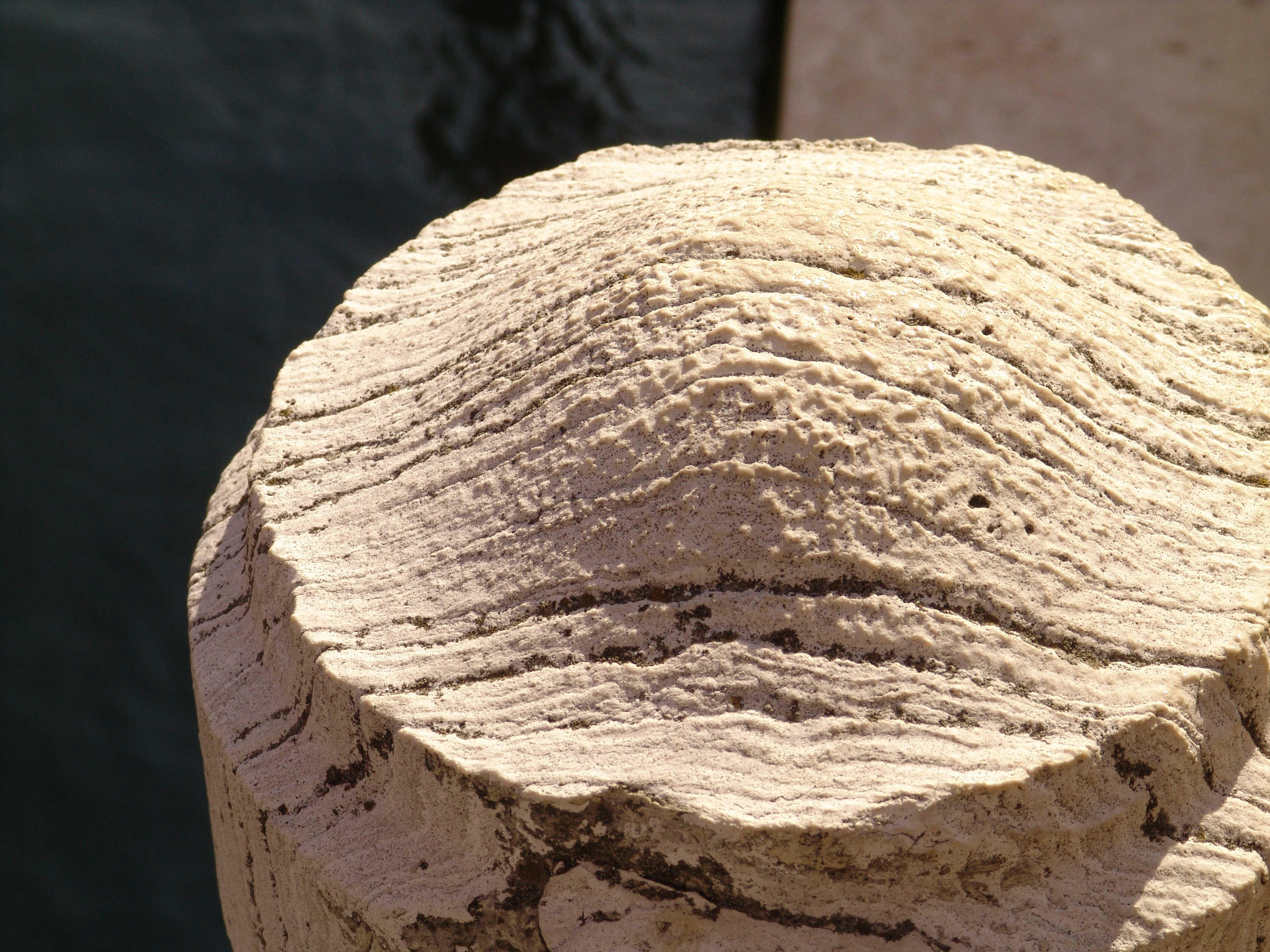
Balustre en pierre d'Istrie, à Venise..